# Antoine Catta
Antoine Yves Benoît, comte Catta, né le 24 novembre 1839 à Corte et mort le 25 septembre 1902 à Chiché, est un juriste français.

## Biographie
Fils de  Dominique Catta, militaire, et de Marie Saveria Rossi, il est élevé chez les Frères des écoles chrétiennes puis, après un séjour à Rome auprès de son frère, au lycée de Bastia. Une fois bachelier ès lettres, il rejoint la faculté de droit de Paris pour poursuivre ses études, où il se lie avec son professeur Claude Denis Auguste Valette.
Admis comme avocat au barreau de Bastia en novembre 1861, il assure également le cours de législation usuelle au lycée de Bastia et devient président de la Conférence de Saint-Vincent de Paul. Rentré dans la magistrature, il est nommé substitut du procureur de la République à Bastia en 1867.
En juillet 1870, il remporte la médaille d'or au concours de l'Académie de législation de Toulouse sur l'étude des droits du conjoint survivant. Au moins de novembre suivant, à la suite de la violation des territoires pontificaux, il est désigné pour rédiger une adresse de soutien au pape Pie IX. Il passe procureur au tribunal de 1re instance de Calvi le 3 décembre de la même année, avant de revenir à Bastia en tant que substitut du procureur général près la Cour d'appel le 5 novembre 1873.
Il est nommé substitut du procureur à Nantes le 18 juillet 1876. Le 10 juillet 1880, à la suite des décrets d'expulsion des congrégations (1880), il démissionne de la magistrature et se fait recevoir comme avocat au barreau de Nantes. Il soutient les Capucins lors de l'expulsion de leur couvent de la rue Noire à Nantes, dont il assure la défense dans leur procès. Dans l'affaire des Capucins, le Tribunal des conflits saisi sur un point de droit le concernant, rendra sa décision en sa faveur (arrêt Catta c. Troquier). Il est également le conseil juridique du Couvent de la Visitation de Nantes.
Le 19 avril 1881, en la cathédrale de Nantes, Jules-François Le Coq béni son mariage avec Marguerite Dézanneau, fille de l'avocat Charles Émile Dézanneau, maire de Chiché, et de Marie Léontine Chenay.
Sa candidature soutenue par le Comité conservateur du 2e canton de Nantes, il est élu conseiller municipal de la ville de Nantes le 16 avril 1882. Il conserve son siège durant vingt années.
S'impliquant dans la défense de la liberté d'enseignement, il devient le correspondant de Loire-Inférieure de la Société générale d'éducation et d'enseignement et prend une part active à la fondation des de la Caisse des écoles libres à Nantes, dont il rejoint le conseil d'administration et devient l'avocat.
En février 1885, il est créé comte pontifical héréditaire par le pape Léon XIII en remerciement de ses services.
Il succède à Reneaume en tant que président de la Société de bienfaisance et de secours mutuels de Nantes en 1886, présidence qu'il conserve jusqu'à sa mort.
Sollicité par le bâtonnier, il assure la défense aux assises d'un des jeunes accusées, Émile David, dans les assassinats de la Tour du Commerce, à Saint-Nazaire (1891). Le jeune David, âgé de vingt-et-un ans, se convertira au catholicisme avant son exécution le 27 mars 1892.
Catta plaida régulièrement avec succès devant le conseil de guerre du 11e corps d'armée.
En 1899, il obtient l’acquittement en première instance et appel des membres d'une ligue nantaise, MM. de Frémond, G. Ganuchaud, H. Sinan, Bricaud, Sudry, Morel et Reveillaut-Cheval, accusés d'avoir constitués une association de plus de vingt membres sans l’agrément du gouvernement comme le prescrit alors la loi.
À partir de 1890, il collabore à la Revue catholique des institutions et du droit.
En réponse à la loi sur les associations de 1901, il organise à Nantes le Comité de défense religieuse, dont il devient le premier président.

## Publications
- Observations sur un projet de réforme du Code d'instruction criminelle, Paris, A. Cotillon, 1878
- Le régime représentatif en France, Paris, Lecoffre, 1890

## Sources
- Le Comte Catta, 1839-1902, Vannes, 1907, 257 pp.
- Serge Defois, Les avocats nantais au XXe siècle : Socio-histoire d'une profession, Presses universitaires de Rennes, 2015